# Cobaea campanulata
Cobaea campanulata är en blågullsväxtart som beskrevs av William Botting Hemsley. Cobaea campanulata ingår i släktet Cobaea, och familjen blågullsväxter. Inga underarter finns listade i Catalogue of Life.